# Le Bêtisier galaxien
Le Bêtisier galaxien est le 25e album de la série de bande dessinée Le Scrameustache de Gos et François Gilson. L'ouvrage est publié en 1994.

## Synopsis
L'album est constitué de courts gags mettant en scène les galaxiens dans leur vie quotidienne.